# Vasyl Tsusjko
Vasyl Tsusjko, född 1 februari 1963, är en ukrainsk politiker och kandidat i presidentvalet 2014.